# Marie-France van Helden-Vives
Marie-France van Helden-Vives (Cannes, 30 september 1959) is een Frans voormalig langebaanschaatsster die getrouwd is met de Nederlandse schaatser Hans van Helden. Op de Olympische Winterspelen van 1988 nam ze deel aan de 500 en 3000 meter.

## Persoonlijke records
- 500m – 42.49 (1988)
- 1000m – 1:25.7 (1986)[4]
- 1500m – 2:11.64 (1986)
- 3000m – 4:32.44 (1988)
- 5000m – 8:14.31 (1987)